# Flisholmen, Helsingfors
Flisholmen, finska: Sirpalesaari, är en ö i Finland. Den ligger i Finska viken och i kommunen Helsingfors i den ekonomiska regionen  Helsingfors i landskapet Nyland, i den södra delen av landet. Ön ligger nära Helsingfors.
Öns area är 2,8 hektar och dess största längd är 300 meter i öst-västlig riktning. Ön höjer sig omkring 15 meter över havsytan.Runt Flisholmen är det i huvudsak tätbebyggt.